# Comuna Zemen, Pernik
Zemen (în bulgară Земен) este o comună în regiunea Pernik, Bulgaria, formată din orașul Zemen și 17 sate. 

## Localități componente

### Orașe
- Zemen

### Sate
| - Berende - Blateșnița - Divlea - Dolna Vrabcea - Elovdol - Gabrovdol | - Gorna Glogovița - Gorna Vrabcea - Jableano - Kalotinți - Mureno | - Odranița - Padine - Peștera - Raianți - Smirov Dol - Vranea Stena |

## Demografie
Componența etnică a comunei Zemen
     Romi (1,48%)
     Bulgari (96,12%)
     Nicio identificare (1,84%)
     Altele (0,61%)
La recensământul din 2011, populația comunei Zemen era de 2.762 locuitori. Din punct de vedere etnic, majoritatea locuitorilor (96,12%) erau bulgari, cu o minoritate de romi (1,48%). Pentru 1,84% din locuitori nu este cunoscută apartenența etnică.